# 권향엽
권향엽(權香葉, 1968년 2월 12일~)은 대한민국의 언론인 출신 정치인이다. 제22대 국회의원이다. 대통령비서실 인사수석실 균형인사비서관을 지냈다.

## 학력
- 순천여자고등학교 졸업
- 부산외국어대학교 정치학 학사
- 이화여자대학교 대학원 정책학 석사
- 이화여자대학교 대학원 정치외교학 박사과정 수료

## 경력
- 평화민주당 창당발기인
- 민주당 중앙당 당직자
- 새정치국민회의 중앙당 여성국 기획부장
- 김대중 정부 대통령비서실 행정관
- 열린우리당 서울특별시당 영등포구 갑 당원협의회 여성위원장
- 민주정책연구원 민주아카데미실 실장
- 더불어민주당 디지털미디어국 국장
- 더불어민주당 정책위원회 부의장
- 더불어민주당 중앙위원
- 더불어민주당 여성리더십센터 소장
- 2016년 6월~2019년 5월: 더불어민주당 여성국 국장
- 2019년 5월~2020년 1월: 문재인 정부 대통령비서실 인사수석실 균형인사비서관
- 2019년 12월~2020년 3월: 제21대 국회의원 선거 전남 순천시·광양시·곡성군·구례군 을 더불어민주당 국회의원 예비후보
- 2020년 6월~2022년 5월: 국회 김상희 국회부의장 비서실장
- 2021년 11월~2022년 3월: 제20대 대통령 선거 더불어민주당 이재명 대통령 후보 대한민국 대전환 선거대책위원회 후보비서실 배우자실 부실장
- 2024년 5월~ : 더불어민주당 전라남도당 순천시·광양시·곡성군·구례군 을 지역위원회 위원장
- 2024년 11월~2025년 8월: 더불어민주당 이재명 당대표 사회특보단 여성가족특보
- 2025년 6월~: 더불어민주당 원내부대표
- 2025년 8월~: 더불어민주당 대변인

### 의정 활동
- 2024년 5월~: 제22대 국회의원(전남 순천시·광양시·곡성군·구례군 을, 더불어민주당, 초선)
  - 2024년 6월~: 제22대 국회 전반기 산업통상자원중소벤처기업위원회 위원
  - 2024년 6월~2025년 6월: 제22대 국회 전반기 예산결산특별위원회 위원
  - 2025년 1월~: 제22대 국회 12·29 여객기 참사 진상규명과 피해자 및 유가족의 피해구제를 위한 특별위원회 위원

## 역대 선거 결과
|  | 21.34% |

|  | 70.09% |

## 소속 정당
| 소속 정당 | 소속 정당      | 소속 기간 | 비고           |
| --------- | -------------- | --------- | -------------- |
|           | 평화민주당     | 1987~1991 | 창당 정계 입문 |
|           | 신민주연합당   | 1991      | 당명 변경      |
|           | 민주당         | 1991~1995 | 합당           |
|           | 무소속         | 1995      | 탈당           |
|           | 새정치국민회의 | 1995~1998 | 창당           |
|           | 무소속         | 1998~1999 | 탈당           |
|           | 새정치국민회의 | 1999~2000 | 복당           |
|           | 새천년민주당   | 2000~2003 | 합당           |
|           | 무소속         | 2003      | 탈당           |
|           | 열린우리당     | 2003~2007 | 창당           |
|           | 대통합민주신당 | 2007~2008 | 합당           |
|           | 통합민주당     | 2008      | 합당           |
|           | 민주당         | 2008~2011 | 당명 변경      |
|           | 민주통합당     | 2011~2013 | 합당           |
|           | 민주당         | 2013~2014 | 당명 변경      |
|           | 새정치민주연합 | 2014~2015 | 합당           |
|           | 더불어민주당   | 2015~2019 | 당명 변경      |
|           | 무소속         | 2019~2020 | 탈당           |
|           | 더불어민주당   | 2020~현재 | 복당           |

## 같이 보기
- 곡성군의 국회의원
- 광양시의 국회의원
- 구례군의 국회의원
- 순천시·광양시·곡성군·구례군 을
- 순천시의 국회의원